# جيمي تالبوت
جيمي تالبوت (بالإنجليزية: Jamie Talbot)‏ هو عازف جاز بريطاني، ولد في 23 أبريل 1960 في لندن في المملكة المتحدة.

## وصلات خارجية
- جيمي تالبوت على موقع IMDb (الإنجليزية)
- جيمي تالبوت على موقع ميوزك برينز (الإنجليزية)
- جيمي تالبوت على موقع أول ميوزيك (الإنجليزية)
- جيمي تالبوت على موقع ديسكوغز (الإنجليزية)
- جيمي تالبوت على موقع قاعدة بيانات الفيلم (الإنجليزية)